# Rusava (přítok Moravy)
Rusava je levostranný přítok řeky Moravy v České republice, má délku 29,8 km a povodí o rozloze 148,4 km². Rusava pramení v Hostýnských vrších, přibližně ve výšce 600 m n. m. na jižním úbočí vrchu Bukovina (někdy se jako počátek Rusavy uvádí pramen na úbočí protilehlého vrchu Pardus nebo pramen pod mezilehlým sedlem Klapinov), protéká stejnojmennou obcí Rusava, několika dalšími vesnicemi a městy Holešov a Hulín. Do Moravy se vlévá pod Kroměříží v nadmořské výšce 184 m. V dolním toku byla řeka dříve nazývána též "Kadala".
Rusava má mnoho drobných přítoků, nejvýznamnějším a nejvodnějším přítokem je Ráztoka. Soutok s Ráztokou se nachází v obci Rusava a výškový rozdíl mezi tímto soutokem a prameništěm je asi 240 m. Od středního toku až k ústí do Moravy je Rusava silně regulována. Úsek Dobrotice-Holešov-Všetuly byl regulován po ničivé povodni roku 1910 (regulace byla stavebně dokončena až po 1. světové válce). Díky novým vysokým a zpevněným břehům tak město Holešov během 20. století uniklo několika dalším povodním, včetně "stoleté" povodně v roce 1997, která v rámci města postihla jen pár domů na řídce osídleném pravém břehu.